# Bořetín (okres Pelhřimov)
Bořetín (německy Borschetin) je obec v okrese Pelhřimov v Kraji Vysočina. Žije zde 111 obyvatel.
Ve vzdálenosti osmnáct kilometrů západně leží město Soběslav, devatenáct kilometrů západně město Sezimovo Ústí, dvacet kilometrů jižně město Jindřichův Hradec a 22 kilometrů severozápadně město Tábor.

## Historie
První písemná zmínka o obci pochází z roku 1549.

## Obyvatelstvo
| Rok            | 1869 | 1880 | 1890 | 1900 | 1910 | 1921 | 1930 | 1950 | 1961 | 1970 | 1980 | 1991 | 2001 | 2011 | 2021 |
| -------------- | ---- | ---- | ---- | ---- | ---- | ---- | ---- | ---- | ---- | ---- | ---- | ---- | ---- | ---- | ---- |
| Počet obyvatel | 399  | 361  | 387  | 388  | 379  | 389  | 329  | 237  | 204  | 171  | 148  | 127  | 106  | 101  | 102  |
| Počet domů     | 56   | 62   | 59   | 59   | 61   | 66   | 67   | 65   | 50   | 47   | 44   | 42   | 51   | 52   | 57   |

## Obecní správa
Mezi lety 1869–1976 Bořetín byl obcí v okrese Pelhřimov (1869–1890), poté v okrese Kamenice nad Lipou (1900–1930) a později v okrese Pelhřimov. Od 1. dubna 1976 do 30. června 1990 patřil jako část obce k Mnichu a od 1. července 1990 je opět samostatnou obcí.

### Obecní symboly
Znak a vlajka byly obci uděleny rozhodnutím předsedy Poslanecké sněmovny Parlamentu České republiky dne 19. ledna 2007.

## Pamětihodnosti
- Památník obětem první světové války
- Kaplička

## Rodáci
- Bohuslav Mráz (1920–1944), válečný letec[9]